# Гаґавадали
Гаґавадали — раджпутський клан, представники якого правили у північній Індії з центром у Варанасі. Уславилися запеклою боротьбою проти мусульман.

## Історія
За написами цього клану прослідковується його походження від Яшовіґрахі. Першив впливовим представником був Чандра, який захопив Каннаудж наприкінці XI ст. Столицею держави Гаґавадалів був Варанасі. Розповсюдження їх влади відбулася завдяки послаблення клану Калачура.
Говіндачандра (1114–1154) був одним із значущих представників клану. Він тривалий час боровся проти династії Яміні з Пенджабу, імперією Пала, династією Сена, Калачурами. Водночас встановив дружні стосунки з Чандела та Чола. Боротьбу проти Яміні продовжив син Говіндачандри — Віджаячандра.
Раджа Джаячандра (1170–1193) невдало воював проти Лакшманасени з династії Сена. Проте зміг зідновити свою владу на батьківських землях. При цьому тривалий час боровся проти Прітхвіраджа III Чаухана. Джаячандра загинув у боротьбі проти Кутб ад-Діна Айбека, очільника мусульманських загонів Гуридів. Це призвело до падіння основних міст Гаґавадалів — Асні (поблизу Джаунпура), Ваоанасі.
Втім син Джаячандри, Харішчандра (1194—1197), зумів зберегти незалежність, проте його землі значно зменшилися. Його спадкоємці вимушені були відступити на південь, де стали засновниками клану Ратхор, що правив князівством Марвар.